# 瓶内二次発酵
瓶内二次発酵（びんないにじはっこう）は、酒類を瓶詰めする際に酵母を加え、瓶の中で再発酵させる醸造プロセスである。ボトルコンディション（英: Bottle Conditioning）とも呼ばれる。シャンパンをはじめとするスパークリングワインや、一部のビール、発泡日本酒などの醸造酒でこの方法が採られる。

## スパークリングワイン

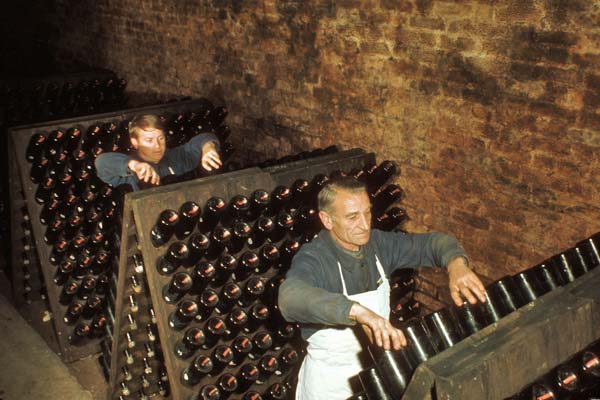
ピュピトルを使用したルミュアージュの工程

スパークリングワインの製造方法には瓶内二次発酵のほか「炭酸ガス注入方式」、タンク内で発酵させる「シャルマ方式」、一次発酵の際に糖分を残しておき、瓶の中で発酵の続きを行う「アンセストラル方式」などがある。瓶内二次発酵は昔ながらの製法で、最も手間がかかる方法であり、「トラディショナル方式」や、シャンパーニュ地方では「シャンパーニュ方式」とも呼ばれる。
ワイン酵母によるアルコール発酵、乳酸菌によるマロラクティック発酵を経て醸造された、ベースとなる通常のワインをブレンド（アサンブラージュ (fr:Assemblage_(alcools)) ）したのち、スパークリング用のワインボトルに詰め、酵母と糖を加える。この工程は「ティラージュ」と呼ばれる。王冠を締めてワインセラーで静置すると、酵母の活動により糖が炭酸ガスとアルコールに分解され、炭酸ガスはワインに溶け込む。この際、ワインセラーで瓶を横置きにし、数本単位で木の板を挟んで積み上げる。「シュール・ラット」と呼ばれるこの方法で発酵させることにより、瓶を直立させた場合に比べ、酵母と、培地となるワイン中の糖分との接触面積が大きくなり、安定した二次発酵が進行する。
二次発酵を終えたワインは長期間貯蔵され、熟成される。シャンパンでは少なくとも15か月間の貯蔵が義務付けられている。糖を分解し尽くした酵母は澱（おり）となって沈殿する。澱は酵母自身の自己分解によりアミノ酸となり、ワインに旨味を付与する「シュール・リー」の効果をもたらすが、一定の熟成期間のあとは取り除く必要がある。昔ながらの方法では、ピュピトルと呼ばれる台に瓶を倒立させ、1か月ほどかけて毎日揺するように回転させ、澱を瓶の口に集める。この工程を「動瓶（ルミュアージュ）」という。近代的な方法では、ジャイロパレットにより自動制御でルミュアージュが行われ、大幅な時間短縮が図られる。瓶の口に集めた澱は、「デゴルジュマン」の工程で瓶から取り除かれる。瓶の口の部分のみを凍結させるための、ネックフリーザーと呼ばれる専用の冷凍機にかけたのち王冠を外すと、瓶の口に集まった澱が瓶内のガスの圧で噴き出る。この過程で瓶の容量から減ったワインを補充する工程は「ドサージュ」と称する。再びコルクとミュズレで栓をしたのち、澱が残っていないか、ガス圧が正常かを検査し、瓶熟庫で中身を落ち着かせたのちに出荷される。
ドイツでは、発泡ワインの総称を「Schaumwein（シャウムヴァイン）」といい、その中で瓶内二次発酵や密閉タンク法によるものを「Sekt（ゼクト）」と呼ぶ。スペインで「Espumoso（エスプモーソ）」と総称される発泡ワインのうち9割が瓶内二次発酵の「カバ」で、さらにそのうち9割以上がカタルーニャ地方で生産されている。イタリアでの発泡ワインの総称は「Spumante（スプマンテ）」と称し、密閉タンク法で生産されるものが多い。瓶内二次発酵によるものは「ヴィノ・スプマンテ」と呼ばれるが、分類や製法に厳密な定義はない。日本においては瓶内二次発酵や密閉タンク法による発泡ワインは少数派で、多くがガス注入式によるものである。

## ビール

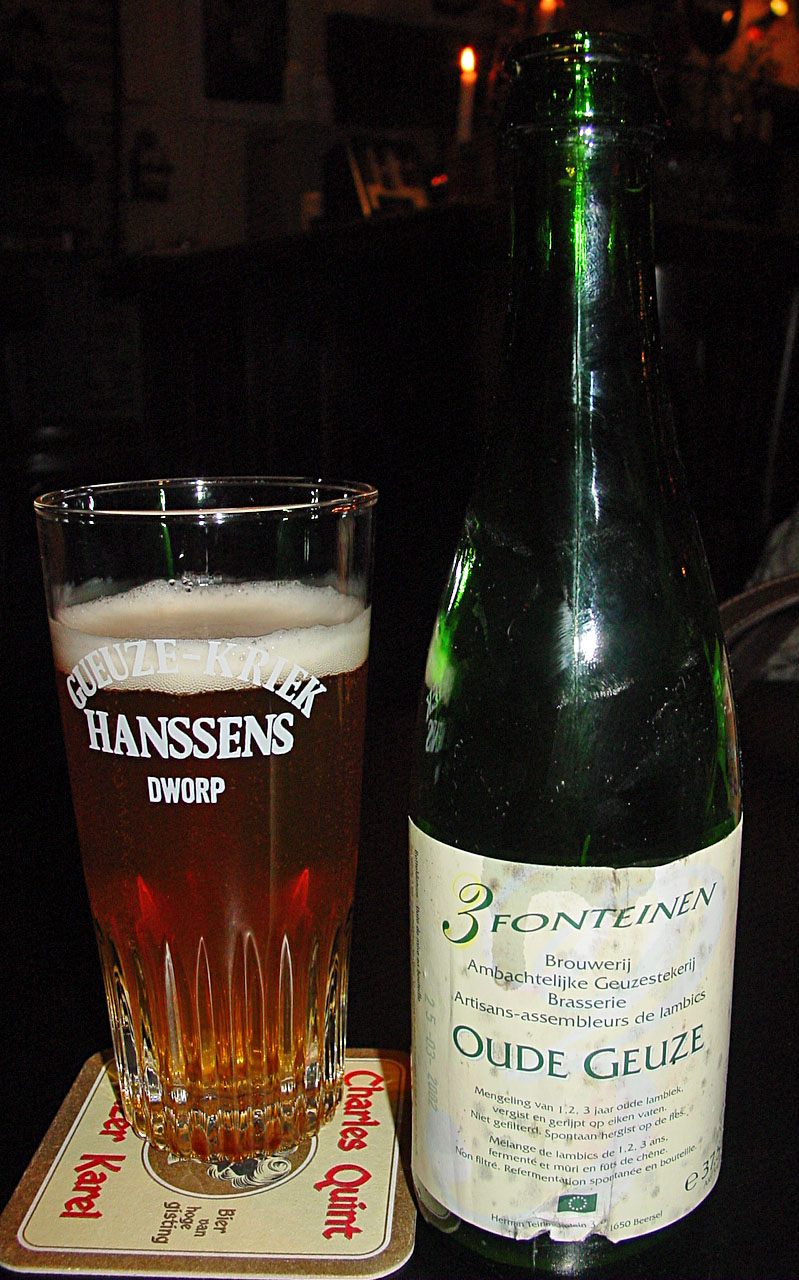
瓶内二次発酵で造られたランビックの一種、ドリー・フォンティネン醸造所のグーズ。ラベル下段に「Refermentèe en bouteille」と記されている。

ベルギービールにおいて、ボトルコンディションは古くから行われており、オランダ語で「Nagisting in de fles」、フランス語で「Refermentèe en bouteille」とラベルに表記されている。
発酵を終えてタンクに貯蔵されたビールに、1,000リットルあたり25グラムの酵母と、5 - 6グラムのショ糖あるいはキャンディシュガーと呼ばれる醸造用氷砂糖を投入する。アルコール度数の高さはベルギービールの特徴の一つであり、1,000リットルのビールに必要な麦芽の量は5%の場合は200 kgほどであるが、10%では2倍の400 kgが必要となる。麦芽の量が増えると糖化が困難になるが、そこに100 kgのキャンディシュガーを加えることで、麦芽の必要量が280 kgで済むのである。均一に混ざるよう撹拌し、ボトルに詰めたのちコルク栓または王冠で打栓する。その後8 - 12℃で3週間以上寝かせることにより、酵母が糖を栄養とし、ビール中の酸素を吸収して発酵を始める。こうして生成されたエステルや高級アルコールはビールの風味を豊かにするとともに、瓶内の酸素が減少することにより酸化臭と呼ばれるオフフレーバーの軽減にもつながる。出荷されたのちも、家庭や飲食店で適正な温度で保管することにより熟成が進み、風味が磨かれる。20℃を上回ると酵母が活性化しすぎ、風味が荒っぽくなる。11℃を下回ると酵母が死滅し、熟成が進まないばかりか味の劣化の原因ともなるため、15℃前後が長期保存に適する温度帯である。コルク栓を使用している瓶では、乾燥により栓が緩むのを防ぐため横置きにして保管する。トラピストビールのオルヴァルは、出荷したてのものは新鮮なホップの香りが広がるが、4 - 5か月ほど経つとホップの香りが落ち着きコク味が出てくる。7か月ほどで野生酵母により乳酸系の香りが生じ、甘味の元が消費されることにより酸味が増しドライな味わいとなる。さらに12か月ほど経つとホップの香りが鎮まり、フルーティ・スパイシー・ハーブ・ナッツの香りが現れる。修道院の醸造担当修道士によると、この頃が最も美味しいとされる。さらに5年ほど経つと甘味がすっかり消え、爽やかな酸味とアルコールの辛さ、そして無数の複雑な香りが備わる。
欧州共同体の本部がブリュッセルに置かれた頃からベルギービールに賞味期限の表記が義務付けられるようになったが、適正な温度で保管することにより期限を越えて飲むことができる。
2000年代に入ると伝統的なブルワリーだけでなくクラフトビールの生産者もボトルコンディションビールに参入し、銘柄数は増加する。『Good Bottled Beer Guide』の著者でもあるジェフ・エバンズによると、1998年にガイドブックを著した際には177銘柄知られていたボトルコンディションビールは2006年の改訂で4倍、2013年には10倍、2019年には2000銘柄にのぼっている。

## 日本酒
発泡性を持つ日本酒は、瓶内二次発酵タイプのほか発酵途中のもろみを粗濾しし、酵母が生きたまま瓶詰した活性濁り酒タイプ、炭酸ガス充填タイプがある。充填タイプ以外では、1934年（昭和9年）に醸造学者の中島文雄が瓶内二次発酵タイプの「清酒又は清酒代用飲料」の製造方法を特許申請した記録が残る。1964年（昭和39年）には、京都伏見の増田德兵衛商店が酵母の発酵により発生した炭酸ガスを溶け込ませた「月の桂 大極上中汲 にごり酒」を発売した。
発泡日本酒が本格的に流通するようになったのは平成に入ってからで、宮城県の酒蔵一ノ蔵の創業者の鈴木和郎がヨーロッパを視察した際にパリで飲んだランビックや、オーストリアのホイリゲで出会った微発泡の白ワインに感銘を受け、多彩な日本酒造りを目指す。まず、1988年に低アルコールタイプの「ひめぜん」を発売次いで、1990年より発泡タイプの日本酒の試作を開始した。米・米麹・水のみを原料とし、炭酸ガス注入法ではなく酵母により発泡性を持たせ、透明な液色を目標として「ひめぜん」で培った技術をもとに開発を進めたが、当時の技術では濁りを避けることができなかった。これを逆手に取って、淡雪のような軽い濁りを商品特性として生かすこととし、微かな泡立ちの音から「すず音」と名付けられた。2000年には、月桂冠がスパークリング日本酒「Zipang」を発売したが、瓶内ではなく醸造タンクで発酵し、酵母を濾過して取り除き、発酵により生じる炭酸ガスを生かしたまま瓶に加圧充填した製品である。2008年には、群馬県川場村の永井酒造が日本で初めて、瓶内二次発酵かつ液色が透明なスパークリング日本酒「MIZUBASHO PURE」を発売した。
清酒酵母は、単糖であるグルコースを発酵することはできるが二糖のマルトースや三糖のマルトトリオースはほとんど発酵できないため、グルコースが十分に含まれていることが必要になる。分析操作は煩雑であることから、ボーメ度や日本酒度で糖分濃度を推定し発酵管理を行う。発酵に必要な糖分を補うため上槽前に四段添加を行ったり、アルコール度数が高い清酒では発酵が緩慢になってガス圧が上昇しにくくなることから加水して度数を調整する場合もある。